# Dòng thời gian của đại dịch COVID-19 tháng 12 năm 2020
Bài này ghi lại dòng thời gian và dịch tễ học của SARS-CoV-2 vào tháng 12 năm 2020, loại vi rút gây ra bệnh coronavirus 2019 (COVID-19) và là nguyên nhân gây ra đại dịch COVID-19. Các trường hợp nhiễm COVID-19 ở người đầu tiên được xác định ở Vũ Hán, Trung Quốc, vào tháng 12 năm 2019.

## Dòng thời gian

### 2 tháng 12
- Anh Quốc đã trở thành quốc gia đầu tiên trên thế giới phê duyệt vaccine ngừa virus cororna của Pfizer/BioNTech để đưa vào sử dụng rộng rãi. Khoảng 10 triệu liều sẽ sớm có, với 800.000 liều đầu tiên sẽ đến Anh trong vài ngày tới. (BBC)
- Đức có thêm 17.270 ca nhiễm mới và 487 ca tử vong mới, kỷ lục từ khi bắt đầu đại dịch corona.
- Trong vòng một ngày hơn 2500 người chết vì dịch corona ở Mỹ, con số ca nhiễm mới là hơn 180.000, với khoảng 99.000 người bệnh đang được điều trị ở bệnh viện.  (FAZ)

### 3 tháng 12
- Có ít nhất sáu nhà báo công dân Trung Quốc bị chế độ bỏ tù vì dám điều tra, lưu trữ những tài liệu về thực tế đại dịch ở Vũ Hán. Chính quyền Bắc Kinh dưới sự lãnh đạo của Tập Cận Bình muốn rằng người dân chỉ được phép nhớ đến « chiến thắng » trước con virus.  (RFI)
- Trong khi Trung Quốc đang tìm cách viết lại nguồn gốc virus corona trong những đợt tuyên truyền gần đây, một tài liệu gồm 117 trang, được chuyển cho đài truyền hình CNN (Mỹ), cho thấy chính quyền tỉnh Hồ Bắc đã im lặng về số ca nhiễm cúm vào tháng 12/2019 cao hơn 20 lần so với năm trước tại nhiều thành phố của tỉnh, trong đó có Vũ Hán. (RFI)

### 4 tháng 12
- Tổng thống đắc cử Mỹ Joe Biden cho biết ông sẽ yêu cầu người dân Mỹ đeo khẩu trang trong 100 ngày đầu tiên ông nắm quyền để hạn chế sự lây lan của virus corona. (BBC)
- Mỹ ghi nhận hơn 211.762 ca nhiễm mới và 2.858 ca tử vong, con số kỷ lục từ khi dịch bùng phát, nâng tổng số ca nhiễm ở Mỹ lên 14.535.196 ca và số ca tử vong lên 282.929, tính đến tối 3/12. Số ca nhập viện ở Mỹ cũng lên tới 100.000. (vnExpress)
- Ý báo cáo thêm 993 ca tử vong - nhiều hơn bao giờ hết trong vòng một ngày. Tổng số 58.038 người đã chết vì vi rút. Số ca nhiễm được xác nhận tăng từ 23.225 lên 1,66 triệu. (SZ)

### 7 tháng 12
- Cảnh sát trưởng hạt Orange từ chối thi hành lệnh phong tỏa mới của Thống đốc California bởi đây không phải "nhiệm vụ hành pháp". (vnExpress)

### 8 tháng 12
- Hai nhà sản xuất vaccine của Mỹ là Pfizer và Moderna từ chối lời mời tham dự "Hội nghị vaccine" tại Nhà Trắng do Trump đưa ra.  (vnExpress)

### 9 tháng 12
- Du thuyền "không điểm đến" của Royal Caribbean phải cắt ngắn chuyến đi ngày 9/12, sau khi một hành khách dương tính với nCoV. (vnExpress)
- Đức báo cáo 590 người tử vong vì Corona trong vòng một ngày, vượt qua kỷ lục trước đó là 487 người vào thứ 4 tuần trước. (n-tv)
- Mỹ cho biết có 219.944 người nhiễm Corona trong vòng 1 ngày, con số cao thứ 2, số người chết là 2597 nâng tổng số lên 286.000.  (n-tv)

### 10 tháng 12
- Phó thủ tướng Nga cảnh báo người dân không uống rượu, dùng thuốc ức chế miễn dịch trong 42 ngày sau khi tiêm vaccine Covid-19. (vnExpress)
- Trump cho rằng việc Mỹ ghi nhận nhiều ca Covid-19 nhất thế giới là điều "tuyệt vời", bởi việc bị lây nhiễm virus "là một loại vaccine cực mạnh". (vnExpress)
- Mỹ có cột mốc mới đáng ngại với hơn 3.000 ca tử vong vì COVID-19 trong ngày 9-12. Số bệnh nhân nhập viện để điều trị COVID-19 cũng tăng trên khắp cả nước với cột mốc mới là 105.805 ca vào cuối ngày 9-12. (tuoitre)
- Thủ tướng Angela Merkel yêu cầu Đức áp đặt các biện pháp cứng rắn hơn khi người chết ở Đức do Covid-19 cao kỷ lục gần 600 người trong một ngày. (vnExpress)

### 11 tháng 12
- Jose Canales dùng dao dọa giết toàn bộ nhân viên tại một nhà hàng ở New Jersey sau khi bị từ chối phục vụ vì không đeo khẩu trang. (vnExpress)

### 12 tháng 12
- 5 gen quan trọng liện hệ đến các ca COVID nặng, theo báo cáo của các nhà khoa học hôm 11/12. Cuộc nghiên cứu này cũng chỉ ra một vài loại thuốc hiện hành có thể được dùng để chữa trị những người có nguy cơ lâm bệnh nặng vì virus corona.  (VOA)
- Cơ quan Quản lý thực phẩm và dược phẩm (FDA) Mỹ cấp phép sử dụng khẩn cấp cho vắcxin của hãng Pfizer/BioNTech, vắcxin  COVID-19 đầu tiên tại nước này. (tuoitre)
- Một thư ngỏ của nhiều nhà khoa học hàng đầu tại Nga vừa được công bố, phê phán việc thiếu dữ kiện khiến vaccine Sputnik V 'trở thành con tin của chính trị'. (BBC)

### 15 tháng 12
- Theo số liệu thống kê đến ngày hôm qua, 14/12/2020, số người tử vong vì Covid-19 tại Hoa Kỳ đã vượt 300 nghìn  và thêm hown 200 nghìn ca nhiễm trong 24 giờ. (RFI)

### 16 tháng 12
- Các cơ quan y tế ở Đức báo cáo 27.728 ca nhiễm coronavirus mới, 952 người chết trong vòng một ngày vì Covid-19. (FAZ)

### 17 tháng 12
- Số tử vong 3,102 người trong ngày 15/12, con số cao hàng thứ ba kể từ khi đại dịch bắt đầu, nâng tổng số người chết tại Mỹ lên thành 304.178 người, theo số liệu của Reuters. Số ca nhiễm ở mức 16,7 triệu, chiếm khoảng 5% dân số nước Mỹ. (VOA)
- Công ty FosunPharma của Trung Quốc sang năm sẽ nhập ít nhất 100 triệu liều vac-xin chống virus corona chủng mới của hãng Đức BioNTech. FosunPharma cho biết sẽ trả trước 250 triệu euro cho 50 triệu liều. (RFI)

### 18 tháng 12
- Tổng thống đắc cử Joe Biden sẽ đề cử một người Mỹ bản địa, Dân biểu Deb Haaland, làm Bộ trưởng Bộ Nội vụ trong chính quyền của mình, truyền thông Mỹ cho biết. (BBC)
- Nghị Viện Châu Âu ra nghị quyết tố cáo Trung Quốc đàn áp nhiều sắc tộc thiểu số, « vi phạm nhân phẩm, chà đạp các quyền tự do tín ngưỡng, ngôn luận, quyền tự do hội họp trong ôn hòa ». (RFI)

### 20 tháng 12
- Trung tâm Kiểm soát và phòng ngừa dịch bệnh Mỹ (CDC) ngày 19-12 đưa ra khuyến cáo về việc tiêm chủng COVID-19 đối với người có tiền sử dị ứng, đồng thời thông báo đang giám sát các trường hợp dị ứng vắcxin. (tuoitre)
- Hà Lan cấm tất cả chuyến bay từ Anh từ nay đến ngày 1/1/2021, sau khi nước này ghi nhận ca nhiễm chủng virus corona mới đang lưu hành ở Anh. (vnExpress)
- Cơ quan Y tế Pháp công bố chiều tối 18/12/2020, tổng cộng từ đầu dịch cho tới nay Pháp có 60.229 người chết vì virus corona, đứng thứ ba châu Âu, sau Ý và Anh Quốc. (RFI)

### 21 tháng 12
- Ireland, Đức, Pháp, Italy, Hà Lan và Bỉ bắt đầu áp lệnh cấm đi lại đối với Anh, sau khi nước này báo cáo phát hiện một biến thể coronavirus mới, lây nhiễm mạnh hơn và "vượt tầm kiểm soát".  (BBC)
- Mỗi công dân Hoa Kỳ bị ảnh hưởng đặc biệt nặng nề bởi đại dịch được 600 đô la: Đảng Cộng hòa và Đảng Dân chủ trong Quốc hội đã thông qua viện trợ tài chính gần 900 tỷ đô la. (spiegel)
- Chủ tịch Hiệp hội Bảo vệ Trẻ em Đức, Heinz Hilgers, không hy vọng đại dịch corona sẽ giảm đi nhiều  vào ngày 10 tháng 1. Ông kêu gọi kéo dài kỳ nghỉ Giáng sinh cho tới cuối tháng Giêng, thay vào đó cắt giảm một nửa kỳ nghỉ hè. (FAZ)
- Biden tiêm vaccine Covid-19 trên truyền hình trực tiếp (vnExpress)

### 22 tháng 12
- Hơn 40 nước cấm người nhập cảnh từ Anh vì lo ngại về sự lây lan biến thể mới của virus corona (BBC)

### 23 tháng 12
- Tổng thống Mỹ nói mức hỗ trợ người dân trong dự luật kích thích kinh tế được quốc hội thông qua là quá thấp và yêu cầu sửa đổi. (vnExpress)
- Đức trong vòng 24 giờ có 962 người chết vì nhiễm bệnh Corona, con số cao nhất kể từ khi có đại dịch này. Số người nhiễm bệnh mới  là  24.740. Số người nhiễm mới trong 7 ngày qua cứ mỗi 100.000 dân là 195,1, so với hôm qua 197,6 con số cao nhất tới nay. (FAZ)
- Châu Âu trở thành khu vực đầu tiên trên thế giới vượt ngưỡng 500.000 người thiệt mạng vì virus corona, tính từ đầu mùa dịch Covid-19 đến ngày 22/12/2020. (RFI)
- Sau khi được cơ quan dược phẩm châu Âu bật đèn xanh, Ủy ban Châu Âu cho biết là chiến dịch tiêm chủng sẽ bắt đầu vào Chủ Nhật 27/12 một cách có phối hợp tại 27 quốc gia thành viên. (RFI)

### 24 tháng 12
- Covid-19: Anh phát hiện thêm biến chủng mới, đến từ Nam Phi (bbc)
- 'Hàng rào' muộn màng ngăn chủng nCoV mới (vnExpress)

### 26 tháng 12
- Giới chức y tế hạt Los Angeles cảnh báo số ca tử vong do Covid-19 tăng kỷ lục, khi cứ 10 phút có một người chết vì đại dịch. (vnExpress)
- Bác sĩ chuyên khoa ung thư Hossein Sadrzadeh ở Boston bị dị ứng nghiêm trọng sau khi tiêm vaccine Covid-19 của Moderna, nhưng đã hồi phục. (vnExpress), (NYP)
- Pháp xử lý nhanh đơn xin quốc tịch của gần 700 nhân viên tuyến đầu người nước ngoài để ghi nhận công lao của họ trong cuộc chiến chống Covid-19. (vnExpress)
- Viện Butantan của Brazil, chuyên trách sản xuất và phân phối vac-xin của Trung Quốc tại quốc gia này, cho biết tỉ lệ hiệu quả của vac-xin Coronavac chỉ hơn 50%.  (RFI)

### 27 tháng 12
- Hàng triệu người Mỹ chứng kiến trợ cấp thất nghiệp của họ hết hạn vào ngày thứ Bảy sau khi Tổng thống Mỹ Donald Trump từ chối kí thành luật gói chi tiêu và cứu trợ đại dịch trị giá 2,3 ngàn tỉ đôla, lấy lý do khoản tiền này không đủ giúp đỡ người lao động. (VOA)
- Tổng thống Philippines Rodrigo Duterte dọa sẽ hủy một thỏa thuận quân sự quan trọng với Mỹ nếu Washington không sớm chuyển hàng triệu liều vaccine Covid-19 cho nước này. (vnExpress)
- Các bác sĩ, y tá và người cao tuổi trên khắp Liên minh châu Âu hôm nay được nhận những mũi tiêm vaccine Covid-19 đầu tiên. (vnExpress)
- Chính quyền Nhật quyết định đóng cửa biên giới với khách nước ngoài kể từ ngày mai 28/12 vì làn sóng dịch Covid-19. Biện pháp này sẽ kéo dài đến ngày 31/01/2021. (RFI)

### 28 tháng 12
- Mỹ ghi nhận thêm 166.704 ca nhiễm và 1.247 ca tử vong trong 24 giờ qua, đưa tổng số ca nhiễm lên 19.549.211, trong đó 340.952 người chết. Cứ 1.000 người Mỹ lại có một người chết vì Covid-19. Anh, vùng dịch lớn thứ sáu thế giới, ghi nhận 2.288.345 ca nhiễm và 70.752 ca tử vong, tăng lần lượt 32.340 và 347 trường hợp.(vnExpress)
- 72 căn hộ chung cư trên đường Sư Vạn Hạnh, phường 9, quận 5, bị phong tỏa do đây là nơi ở của ca nghi nhiễm nCoV có thời gian sống cùng "bệnh nhân 1440". (vnExpress)
- Một tòa án Trung Quốc tuyên án 4 năm tù đối với một nữ YouTuber, Zhang Zhan, người đưa tin từ thành phố Vũ Hán vào lúc cao điểm của đợt bùng phát dịch COVID-19 vào năm ngoái, với cáo buộc "gây gổ và kích động" (BBC), (VOA)
- Covid-19: Hàn Quốc phát hiện ca nhiễm biến chủng mới từ Anh (BBC)

### 29 tháng 12
- Trung tâm Kiểm soát bệnh tật TP HCM sáng 29/12 tìm được người thứ 4 trong nhóm vượt biên từ Myanmar về thành phố qua đường mòn lối mở cùng "bệnh nhân 1451". (vnExpress)
- Phó thủ tướng Golikova thừa nhận người chết do nCoV ở Nga gấp ba lần báo cáo, khiến nước này trở thành vùng dịch chết chóc thứ ba thế giới. (vnExpress)
- Hạ viện Mỹ do đảng Dân chủ kiểm soát đã bỏ phiếu thông qua khoản cứu trợ 2.000 USD/người trong Covid-19, phù hợp yêu cầu của Tổng thống Trump. (vnExpress)
- 8 nhân viên tại một nhà đưỡng lão ở thành phố Stralsund bị tiêm liều vaccine Pfizer gấp nhiều lần mức khuyến cáo, khiến 4 người phải nhập viện. (vnExpress), (n.tv)
- Bộ Nội vụ Thái Lan sẽ đề xuất chính phủ cho phép 1 triệu lao động nhập cư bất hợp pháp từ Lào, Campuchia, Myanmar đăng ký làm việc hợp pháp nhằm giúp quản lý tốt hơn trước sự lây lan của dịch COVID-19. (tuoitre)
  - Vào lúc đất nước bị dịch bệnh tàn phá nặng nề, tổng thống Brazil Jair Bolsonaro vẫn tìm cách bài bác vac-xin chống Covid-19, nhắc lại rằng ông sẽ không tiêm phòng, đồng thời chê bai loại vac-xin của Pfizer và BioNTech, hiện đang được châu Âu sử dụng. (RFI)

### 30 tháng 12
- Số ca tử vong ở Đức liên quan đến coronavirus lần đầu tiên vượt mốc 1000, đạt mức cao nhất, với 1.129 trường hợp tử vong mới trong vòng một ngày. Ngoài ra có 22.459 ca nhiễm mới. (FAZ)
- Anh có thêm 53,135 ca coronavirus mới và 458 ca tử vong, tổng cộng 2.382.800 ca nhiễm và  71.567 người chết.  (NYT)
- Vaccine virus corona AstraZeneca do các nhà khoa học tại Đại học Oxford phát triển đã được phê duyệt sử dụng ở Anh.  (BBC)
- Luke Letlow, đảng viên Cộng hòa, qua đời ở tuổi 41 do biến chứng Covid-19 hôm 29/12, chỉ vài ngày trước khi nhậm chức nghị sĩ đại diện bang Louisiana. (vnExpress)

### 31 tháng 12
- Bộ Nội Vụ Pháp xác nhận rằng "100.000 cảnh sát và hiến binh sẽ được đặc biệt huy động" trên toàn quốc, và nhất là tại Paris, vào tối 31/12, để thực thi lệnh giới nghiêm từ 8 giờ tối đến 6 giờ sáng. (RFI)